# Notthafft (Adelsgeschlecht)

Wappen der Notthafft (aus Bayern), nach dem GHdA Adelslexikon

Notthafft (auch Nothaft oder Nothafft) ist der Name eines bayerischen Adelsgeschlechts, das seit dem 12. Jahrhundert nachweisbar ist und 1952 im Mannesstamm ausgestorben ist.

## Geschichte

### Ursprung des Geschlechts
Die Familiensage führt den Ursprung des Geschlechts zurück auf den Friesenfürsten Radipold, der im Heer Karls des Großen gegen Böhmen zog und so in den Nordgau (Bayern) kam. Erstmals urkundlich erwähnt wurde die Familie laut Lorenz Fries im Jahr 1140 mit Rudolf vnd Eilhulf Nothaft als Zeugen einer Urkunde Bischof Embrichos von Würzburg, dann wohl 1170 und im Jahr 1182 mit Albert Nothaft als Zeuge zweier Urkunden Kaiser Friedrich Barbarossas für das Kloster Reichenbach am Regen.

### Verbreitung im Egerland
Der älteste Stammsitz der Notthafft ist die nördlich von Eger gelegene Burg Wildstein, nach der sich die Familie seit etwa 1220 „Nothaft von Wiltstein“ nannte. Die Burg blieb bis 1298 in ihrem Besitz. Im 13. Jahrhundert gründeten die Notthafft die Burg Falkenau, die sich bereits jenseits der Ostgrenze des seit 1167 den Staufern gehörenden Egerlandes auf böhmischem Gebiet befand und bis 1366 in ihrem Besitz blieb. Seit 1310 sind Familienmitglieder als Reichsforstmeister im Egerer Reichsforst bezeugt. Als Amtssitz in dieser Funktion errichteten sie die 1340 fertiggestellte Burg Thierstein in Thierstein (Fichtelgebirge), die sie bis zum Ende des 14. Jahrhunderts behielten.

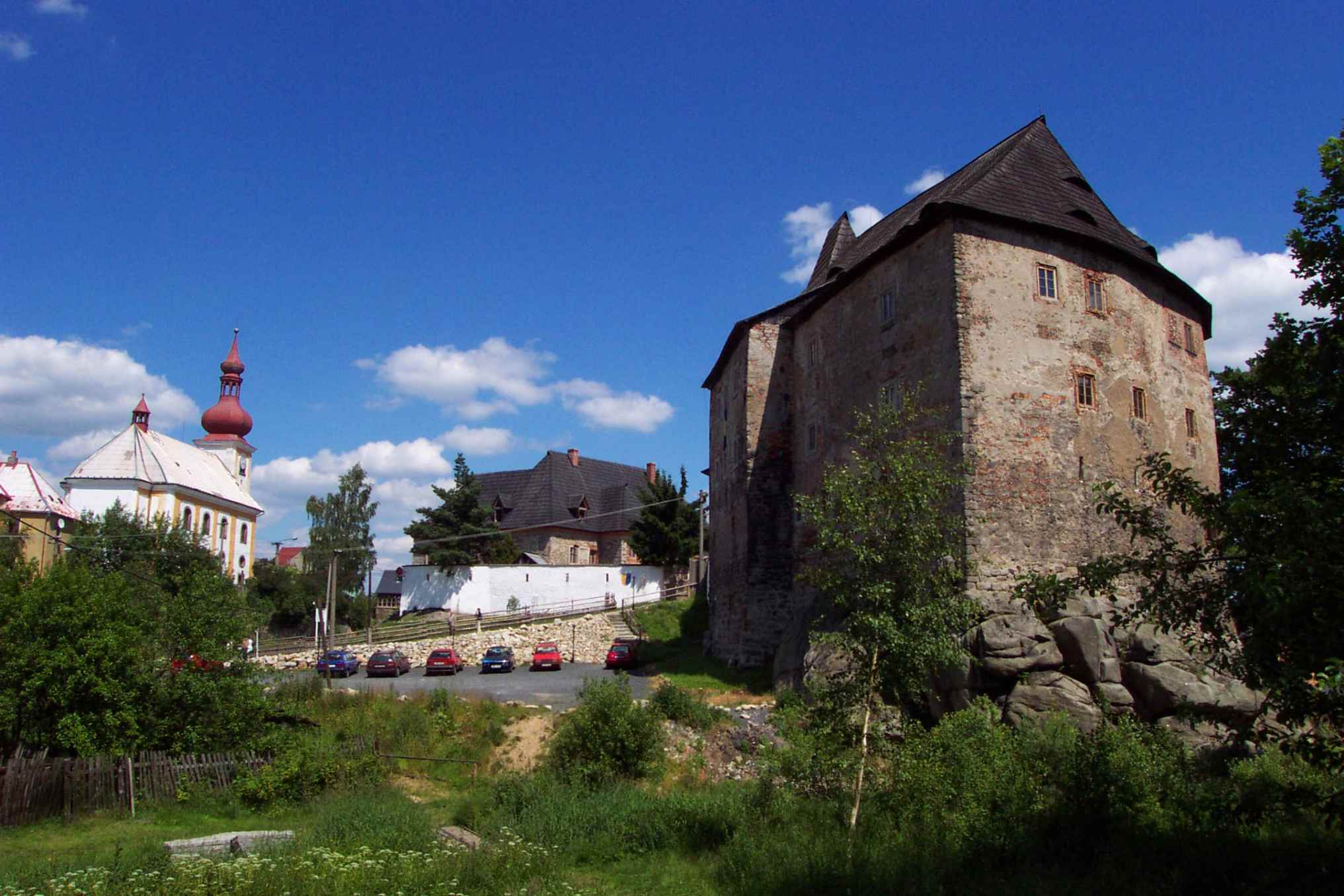
Burg Wildstein
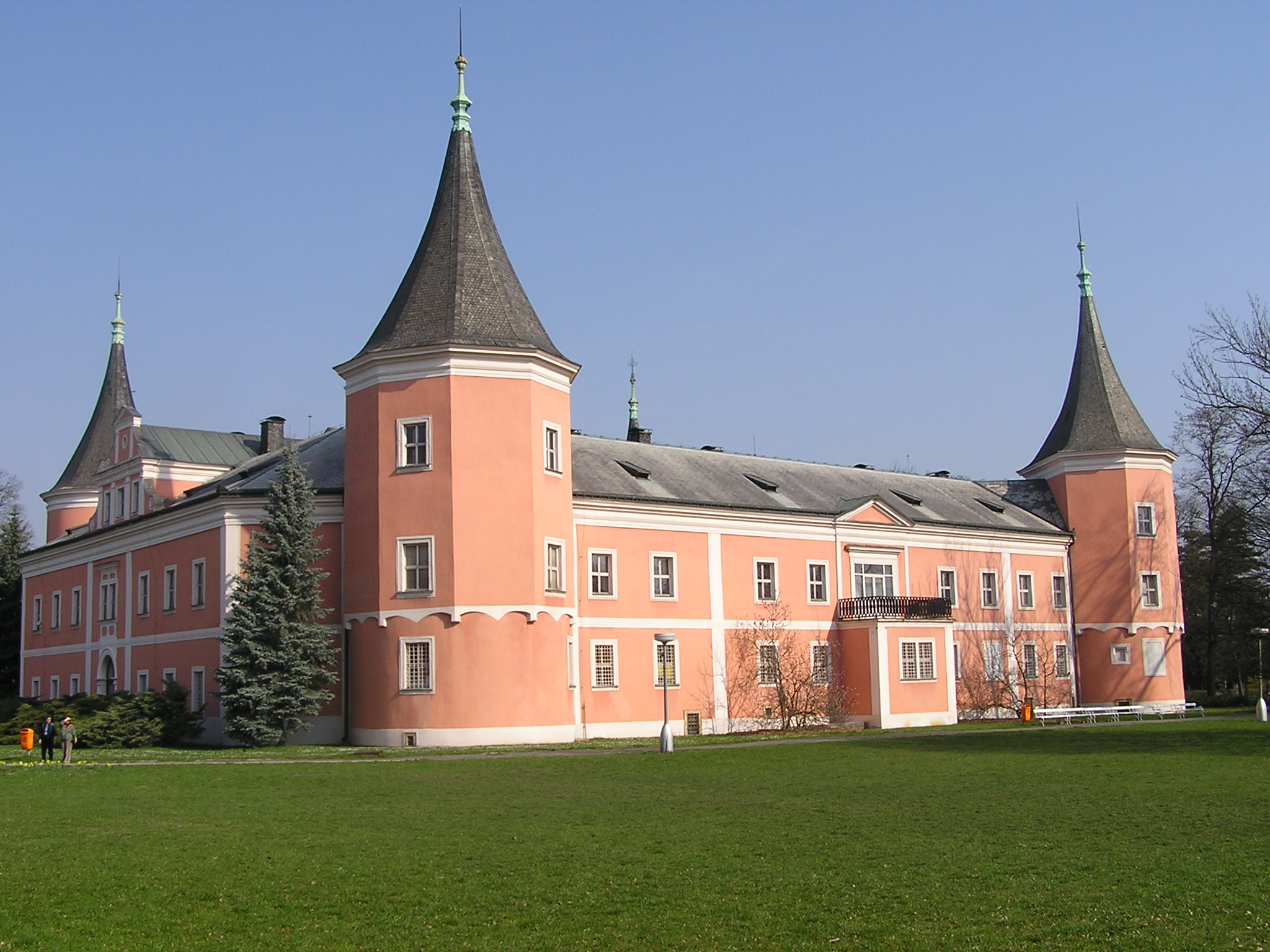
Schloss Falkenau
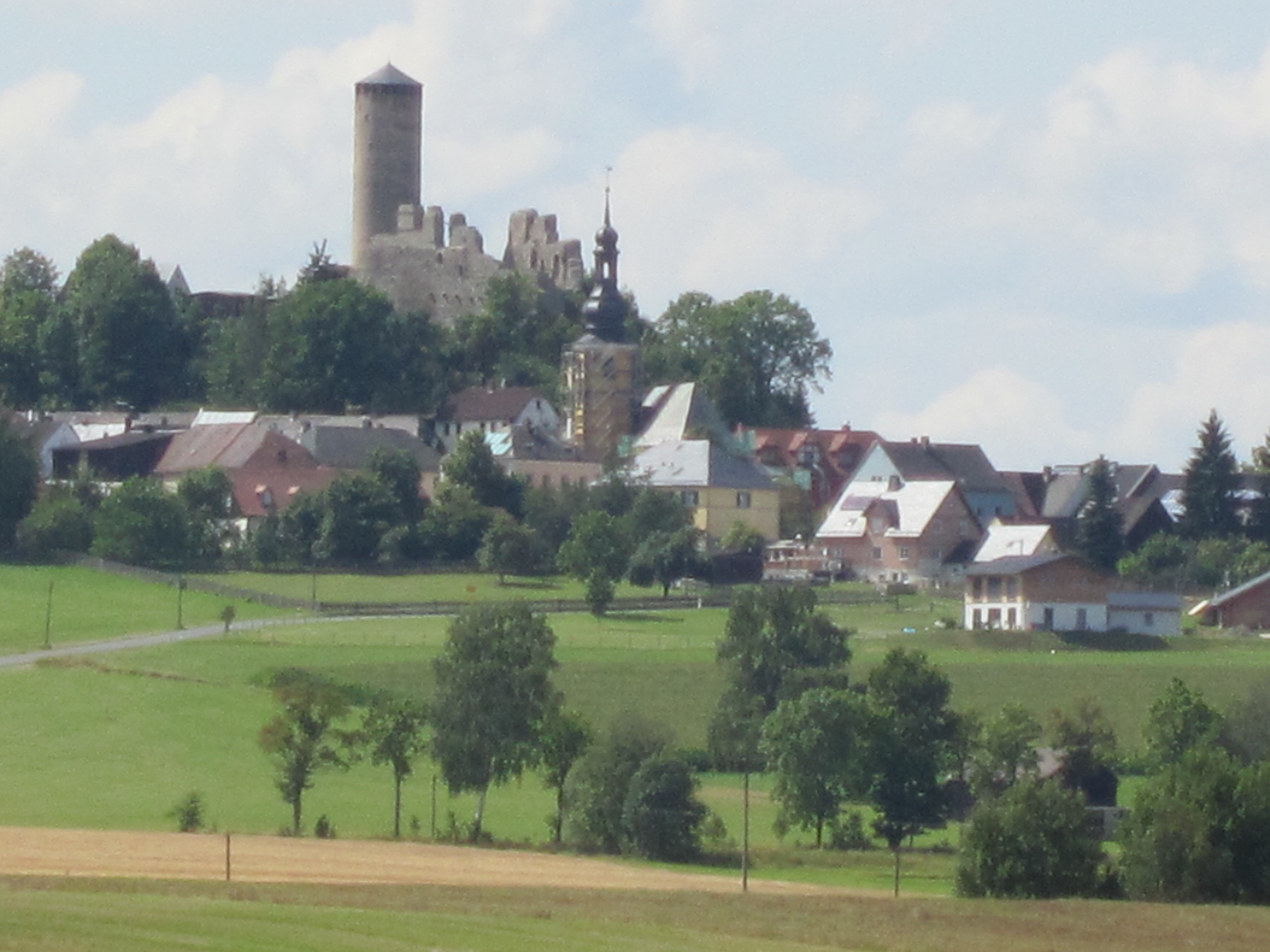
Burg Thierstein

### Die bayerischen Hauptlinien Wernberg, Weißenstein und Bodenstein
Nach ihrem Rückzug aus dem Egerland verbreitete sich die Familie vor allem in der Oberpfalz und in Niederbayern. Es entstanden drei Hauptlinien:
- Die Wernberger Linie, die sich nach der Burg Wernberg bei Weiden in der Oberpfalz nannte, die im 14. Jahrhundert als Erbe der Paulsdorfer an die Notthafft fiel. Sie wurde 1638 mit dem Reichshofrat Johann Heinrich Notthafft von Wernberg in den erblichen Reichsgrafenstand erhoben, starb jedoch mit dessen Enkel Johann Heinrich Franz Emanuel 1734 aus. Die Burg Wernberg war bereits 1509 veräußert worden. Johann Heinrich Notthafft war nach Ende des Dreißigjährigen Krieges im Besitz des Schlosses Cronheim.[4]
- Die Weißensteiner Linie, deren Stammsitz, die heutige Ruine Weißenstein (Steinwald), im Landkreis Tirschenreuth in der Oberpfalz liegt, führte seit dem 17. Jahrhundert den Freiherrntitel und starb 1718 mit Johann Paul Notthafft Freiherr von Weißenstein aus. Schon 1309 hatte Albert Notthaft VI. einen Teil des Weißensteins erworben, Albrecht Notthafft XI. im Jahr 1341 auch das letzte Drittel. Die Herrschaft blieb stets als Ganerbschaft im Besitz des Familienverbands, zuletzt bis 1882 der Bodensteiner Linie, und wurde von einem Pfleger verwaltet. Im 14. Jahrhundert kam Poppenreuth hinzu, wo jedoch erst nach einer Erbteilung von 1541 das Schloss Poppenreuth erbaut wurde, das 1766 abgebrannt ist, um 1590 wurde auch Schloss Friedenfels erbaut.
- Die dritte Linie nannte sich zunächst nach Schloss Bodenstein in Bodenstein bei Nittenau in der Oberpfalz, nahm aber schon im 16. Jahrhundert den Namenszusatz von Weißenstein an. 1681 in den Freiherrnstand erhoben, beerbte diese Linie 1718 die Weißensteiner und 1734 die Wernberger Vettern.

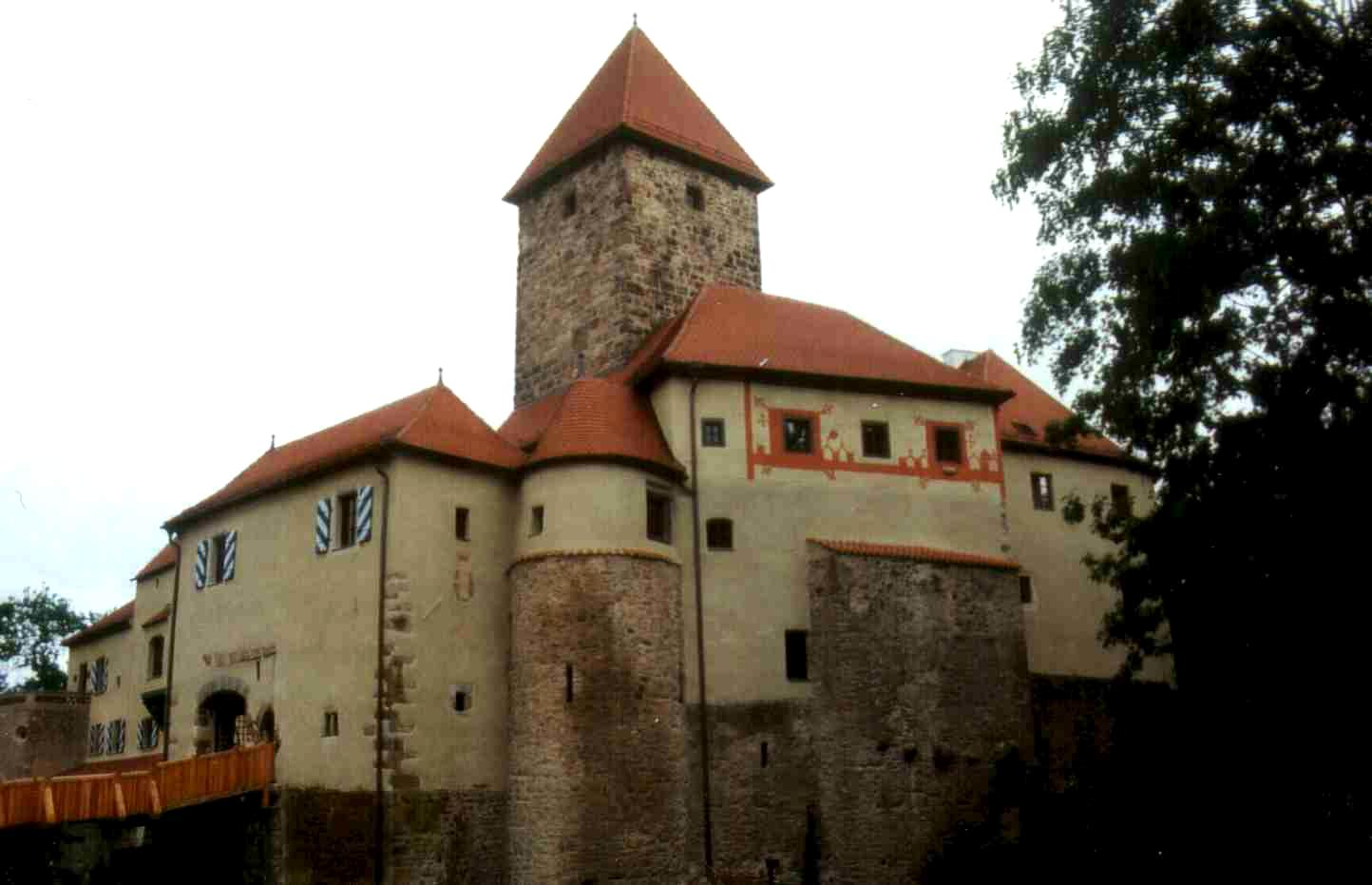
Burg Wernberg
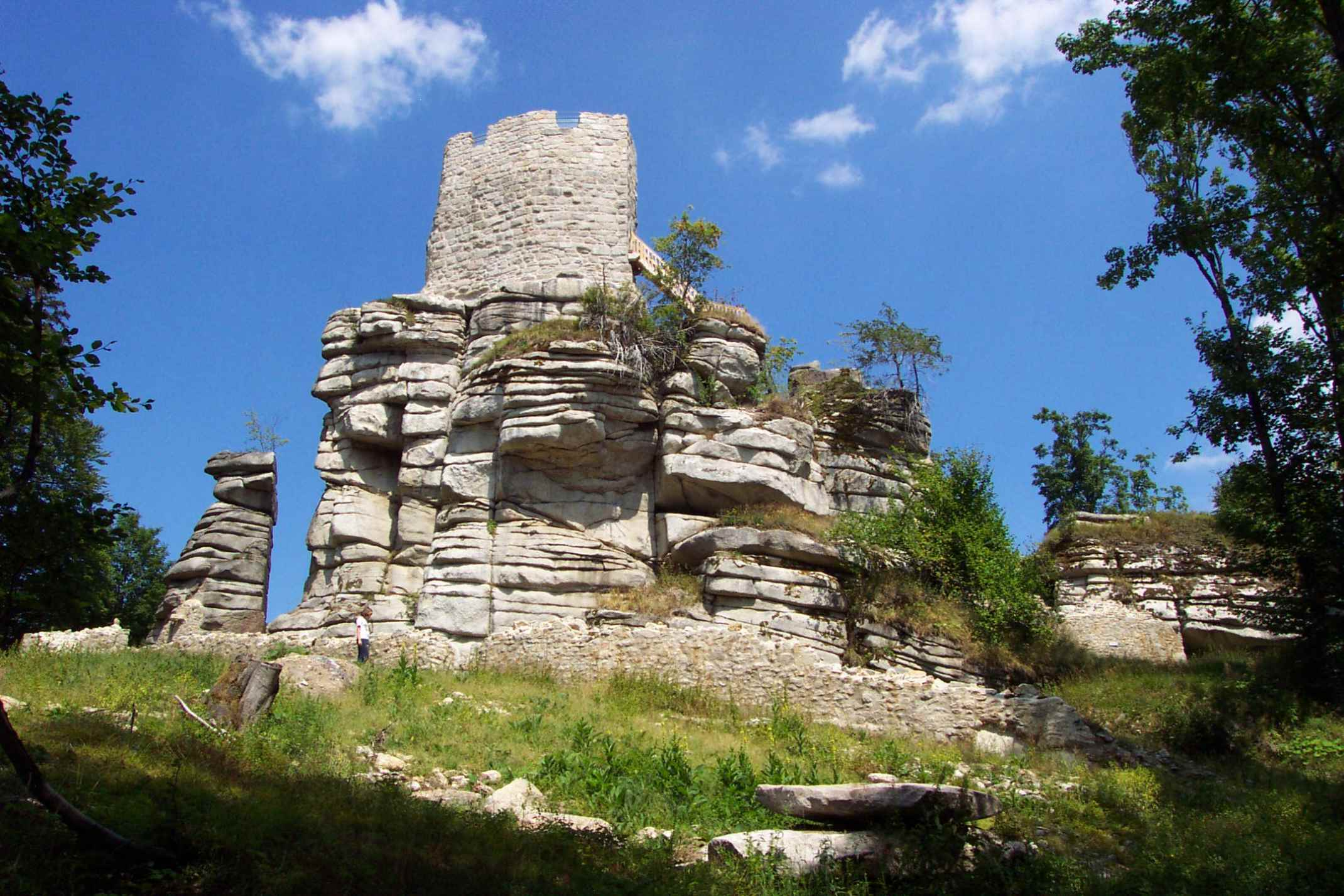
Ruine Weißenstein (Steinwald)
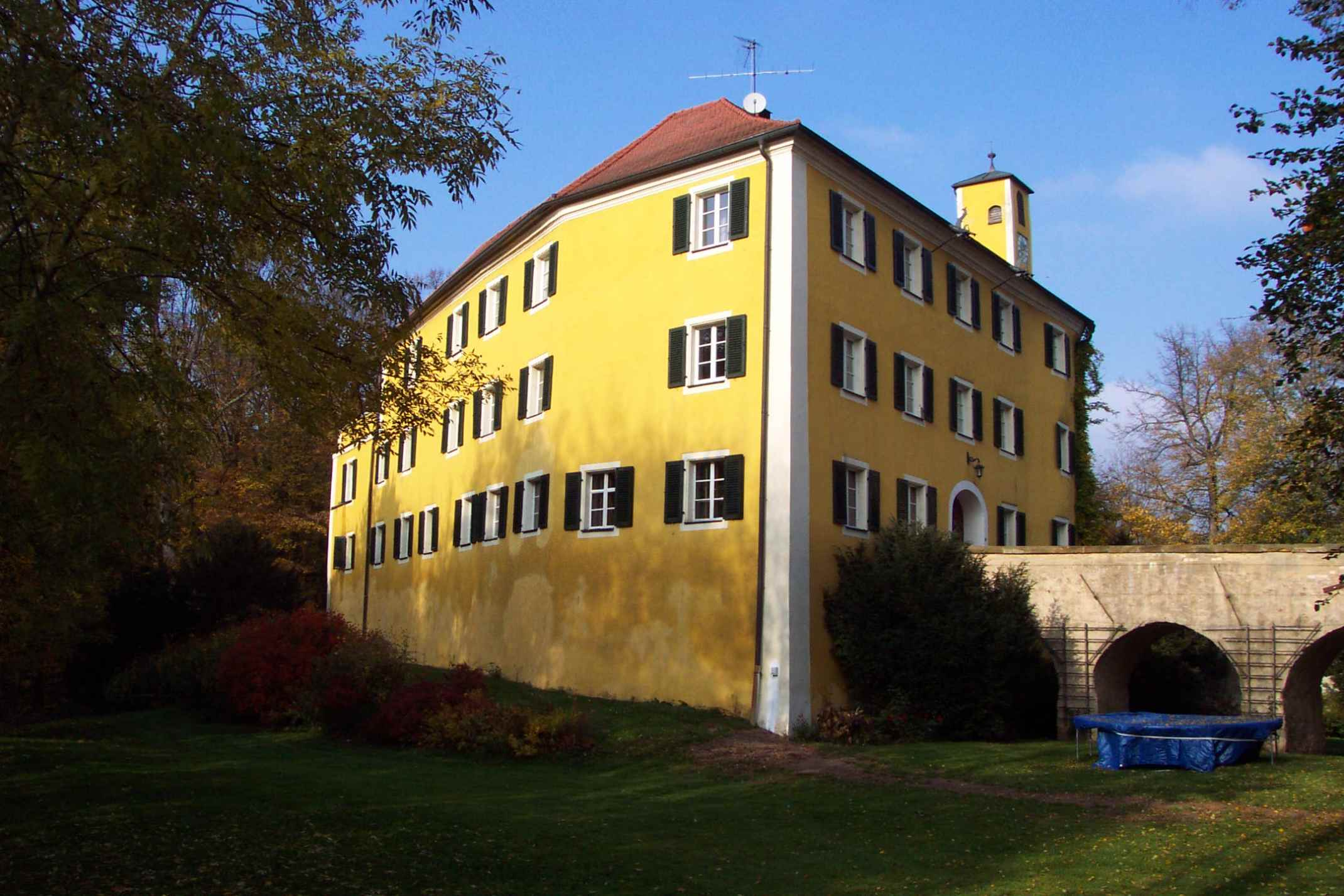
Schloss Bodenstein
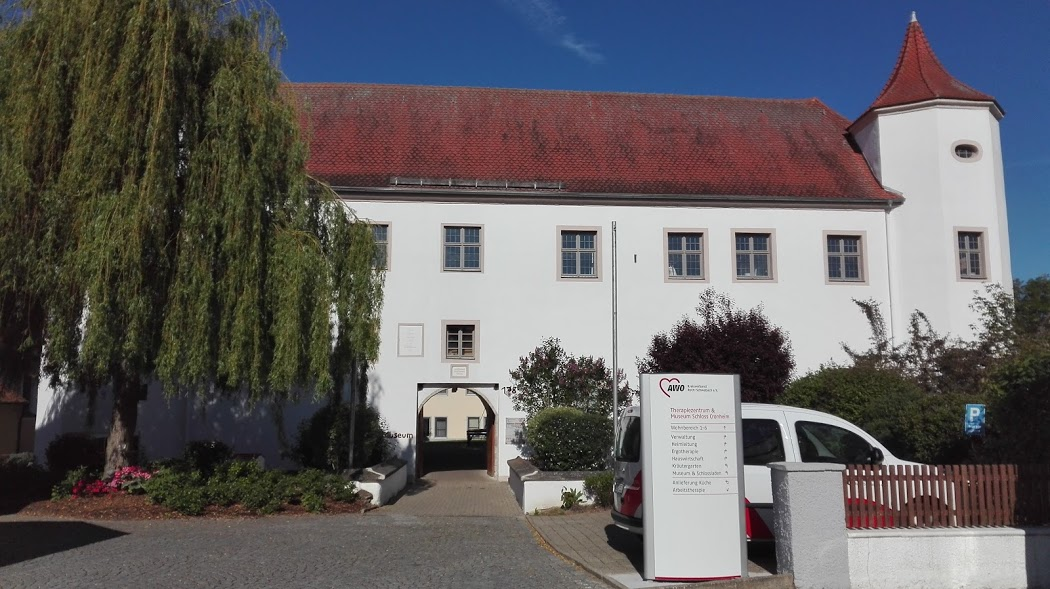
Schloss Cronheim
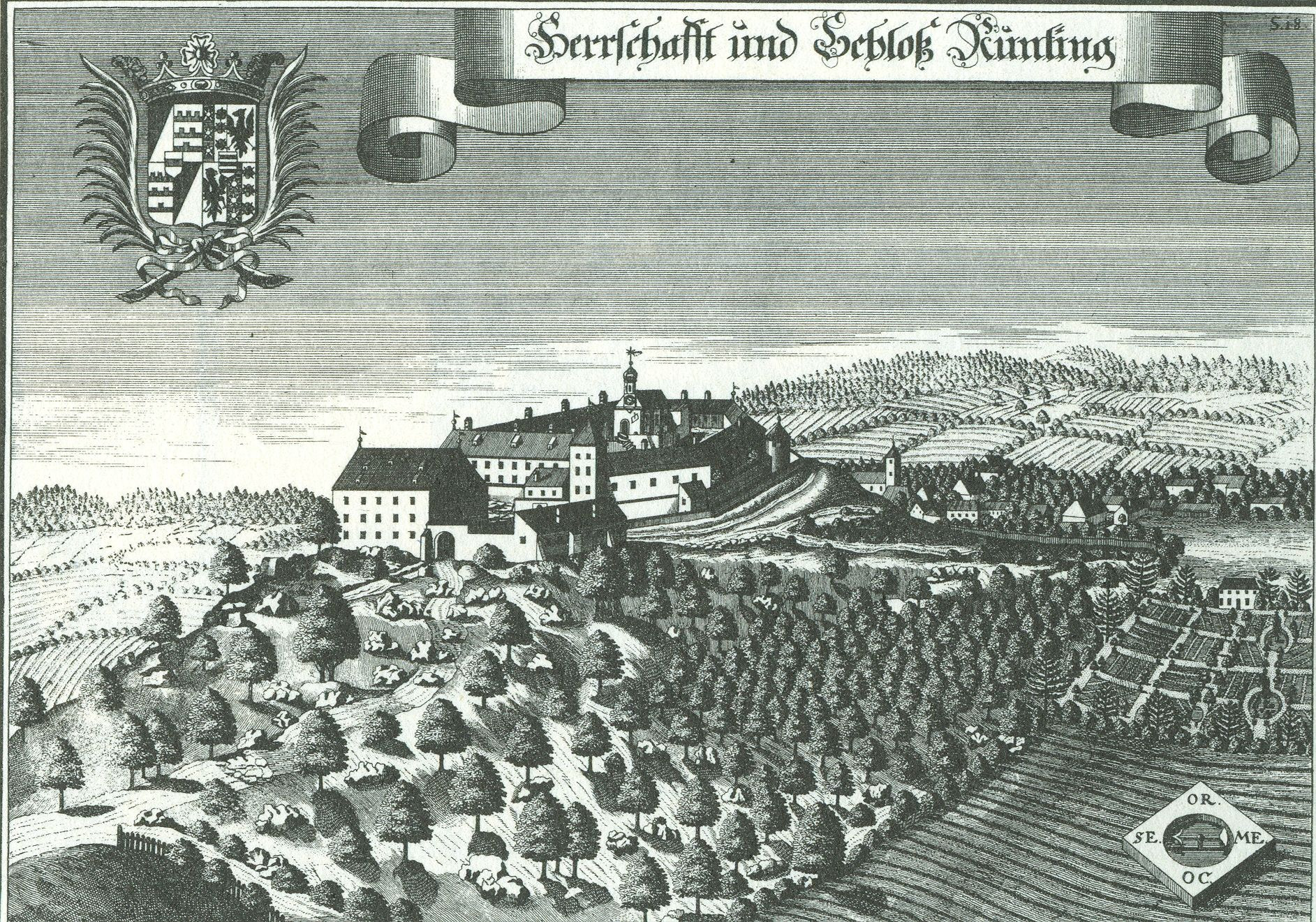
Burg Runding (1721)

Heinrich Notthafft, der Vicedom des Herzogs von Niederbayern (Straubing-Holland), brachte durch Belehnung und Kauf im Jahr 1415 die Burg Runding in seinen Besitz; mit einer Unterbrechung blieben das Schloss und die zugehörigen Ortschaften über 400 Jahre bis 1829 im Besitz der Familie.

### Ausklang
Im 19. Jahrhundert gingen infolge der allgemeinen sozialen Umwälzungen und der prekären Finanzlage der Familie deren letzte große Besitzungen verloren: 1829 die Herrschaft Runding bei Cham und 1882 die Herrschaft Weißenstein mit den Schlössern Friedenfels und Poppenreuth im Landkreis Tirschenreuth. Mit Richard August Julius Notthafft Freiherr von Weißenstein starb die Familie 1952 im Mannesstamm aus. Er war von 1920 bis zu ihrer Auflösung im Jahr 1936 als letzter leitender Direktor für die Bayerische Notenbank in München tätig.

## Wappen

### Wappen der Notthafft
Blasonierung: Der Schild des Wappens zeigt auf goldenem Grund einen blauen Balken; auf dem Helm zwei goldene, mit blauen Balken belegte Büffelhörner, als Kleinod dazwischen eine weiße Bracke, manchmal mit schwarzen Flecken; die Decken sind Gold und Blau.
Wappengeschichte: Vom beschriebenen Wappen gibt es zahlreiche Variationen.

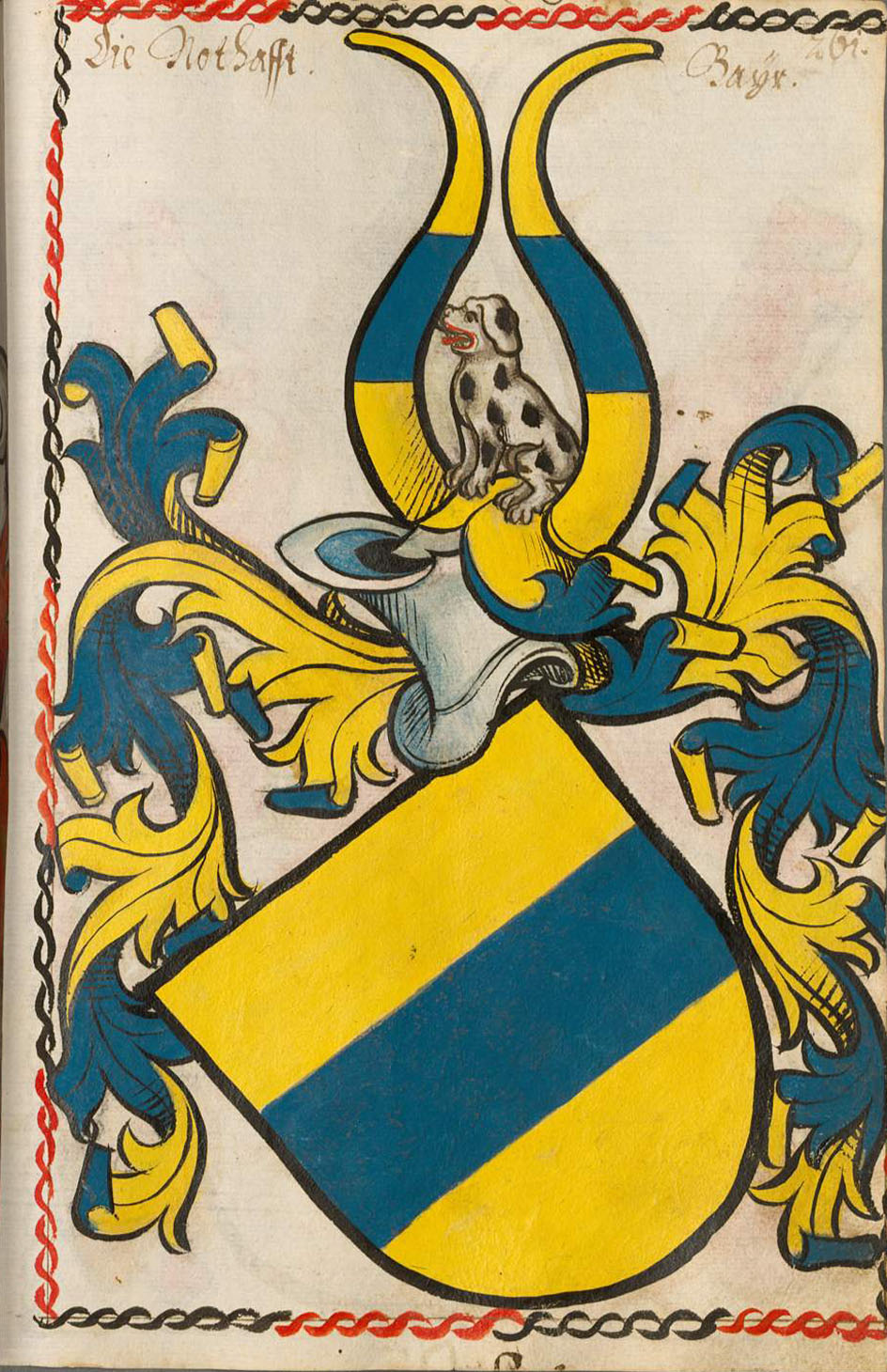
Stammwappen der Notthafft aus Bayern, aus Scheiblersches Wappenbuch, zwischen 1450 und 1480
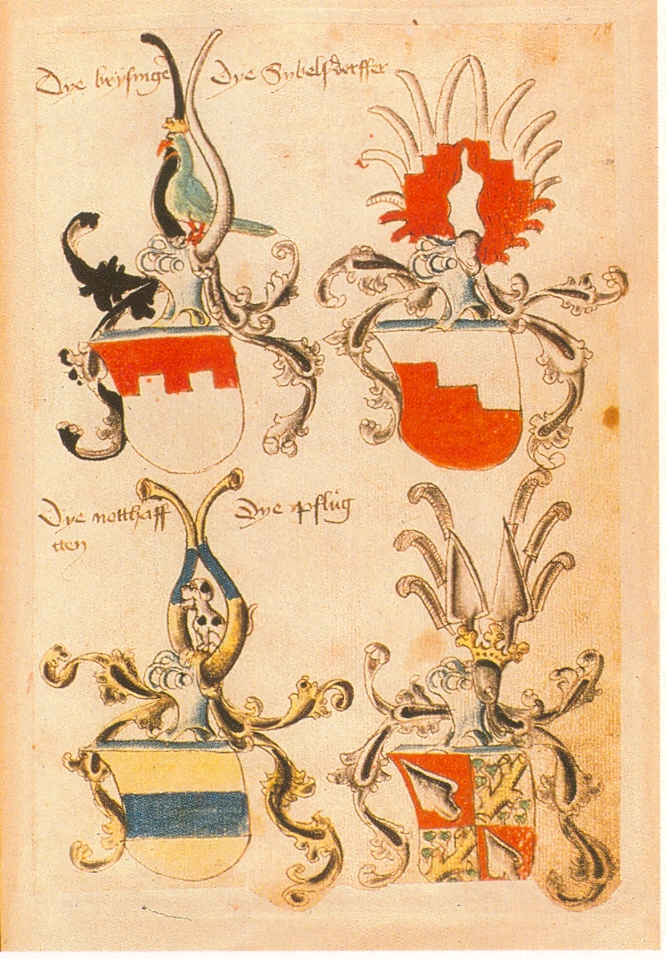
Stammwappen der Notthafft („Dye notthaff/tten“) (unten links), aus Ingeram-Codex, 1459
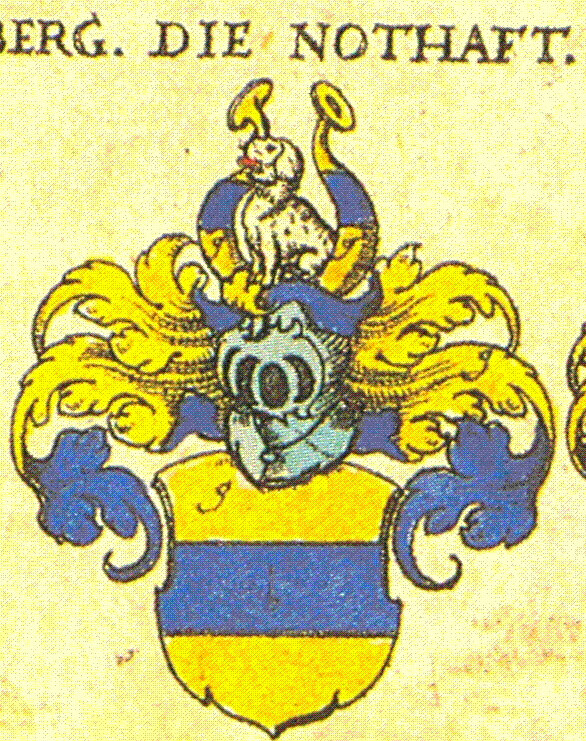
Stammwappen der „Nothaft“ aus Bayern, aus Siebmachers Wappenbuch, 1605
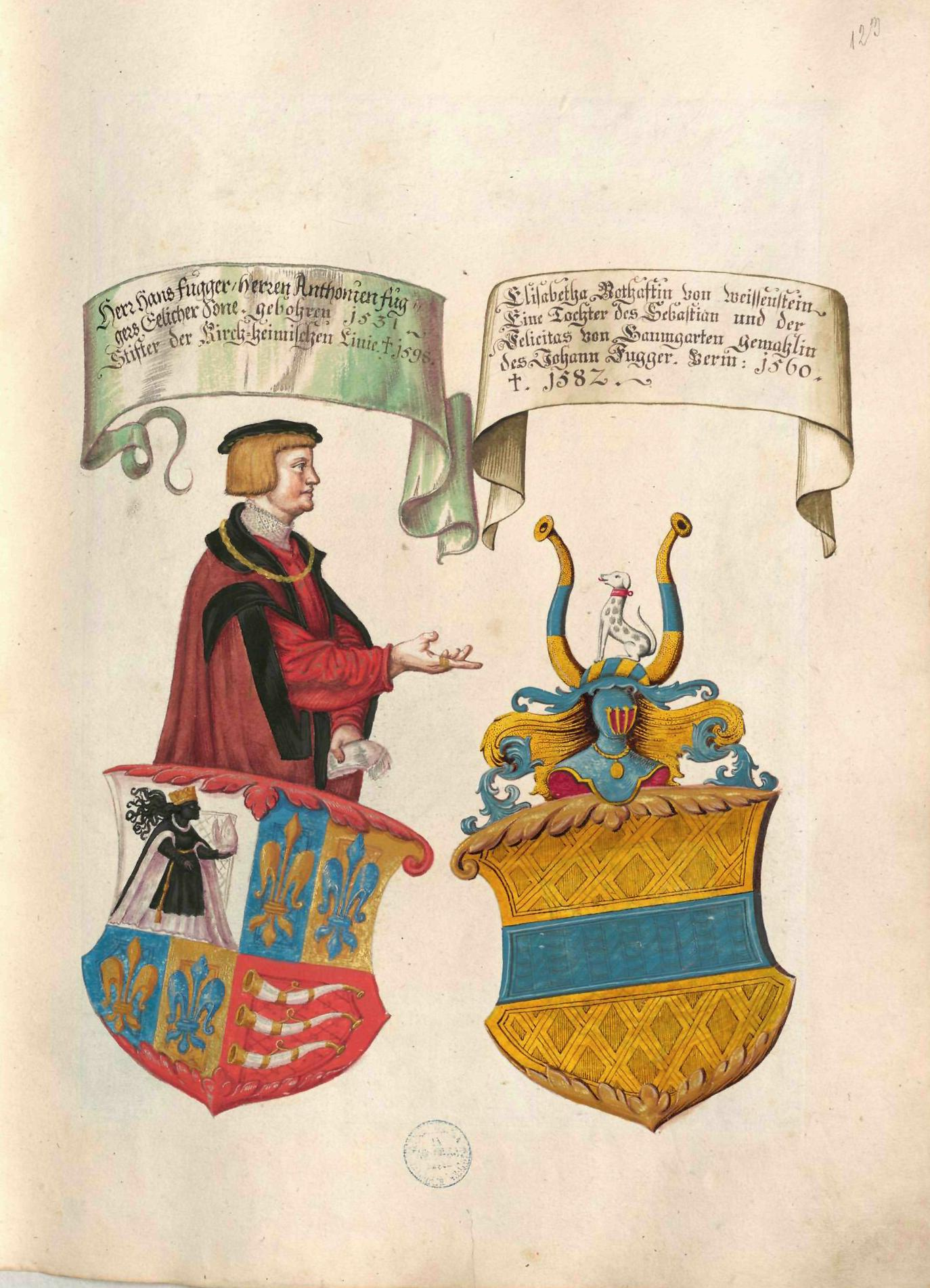
Eheliches Allianzwappen der Elisabetha Nothaftin von Weissenstein (* 1560; † 1582) und Hans Fugger (* 1531; † 1598), aus Geheimes Ehrenbuch der Fugger, hergestellt in der Werkstatt von Jörg Breu der Jüngere, 1545–1549
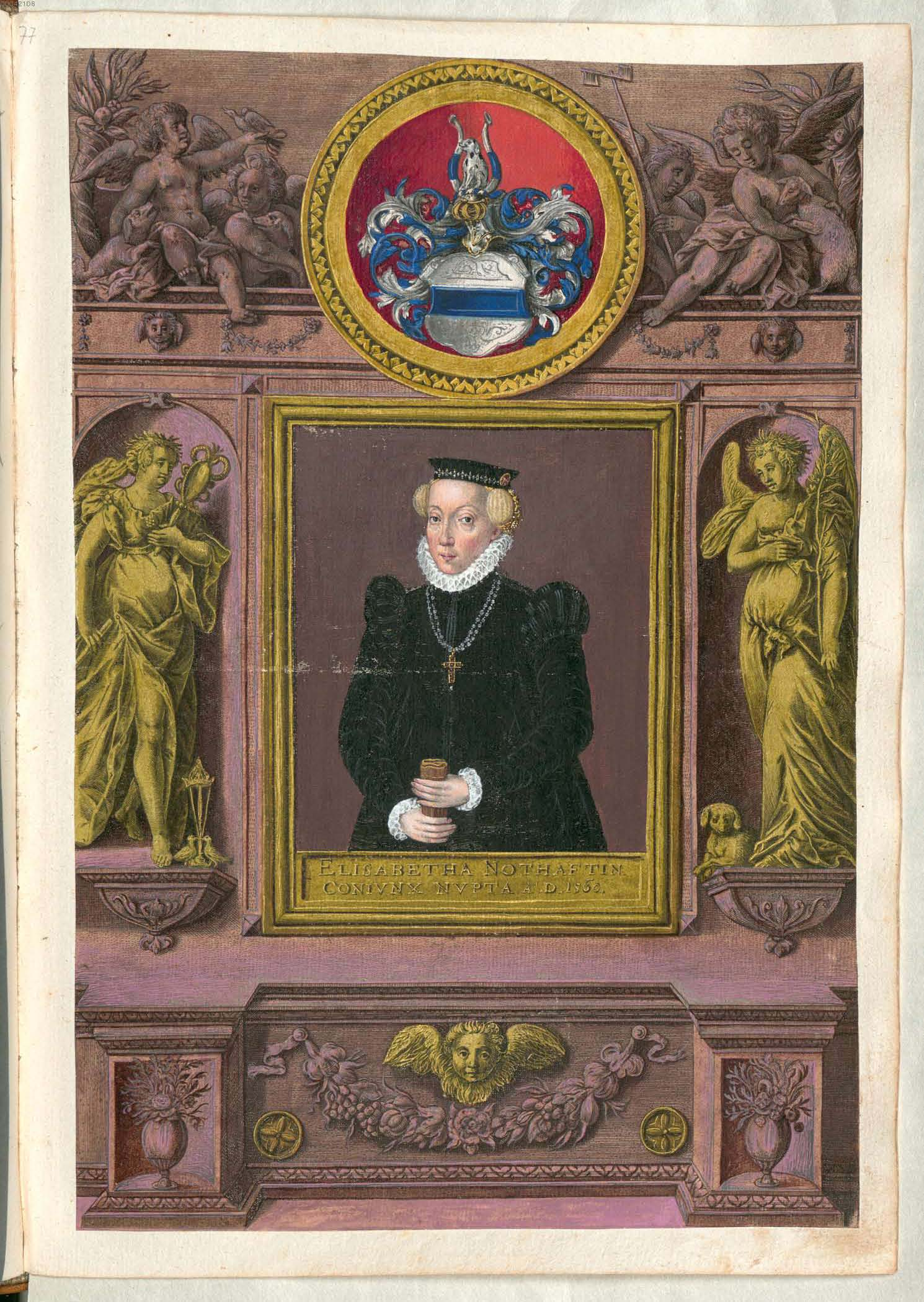
Stammwappen und Porträt der Elisabeth Nothafft von Weissenstein (* 1560; † 1582), Ehefrau Hans Fuggers (* 1531; † 1598), aus Fuggerorum et Fuggerarum imagines
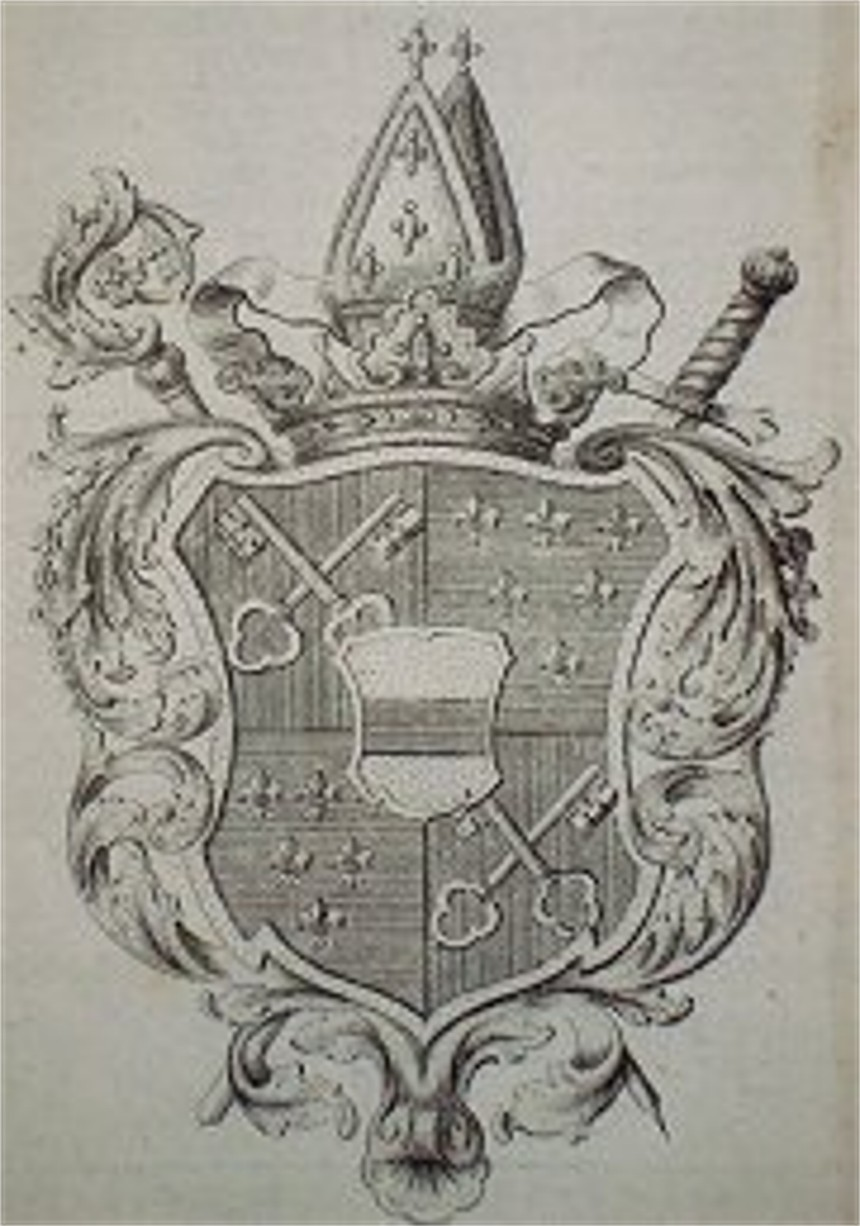
Gemehrtes Wappen (Familienwappen als Herzschild) des Cajetan Anton Notthafft von Weissenstein, Fürstpropst von Berchtesgaden, Kupferstich von Chr. Weigel um 1740

### Wappen der Notthafft als Element heutiger Gemeindewappen
Elemente des Wappens der Notthafft aus Bayern sind Teil des Wappens der ehemaligen Gemeinde Birkenbühl, ebenso der Gemeinden Runding, Blaibach, Weiding (Landkreis Cham) und Friedenfels. 

Wappen der Gemeinde Runding
Wappen der Gemeinde Blaibach
Wappen der Gemeinde Weiding (Landkreis Cham)
Wappen der Gemeinde Friedenfels

## Persönlichkeiten
- Cajetan Anton Notthafft von Weißenstein (1670–1752): Fürstpropst der Fürstpropstei Berchtesgaden
- Heinrich Notthafft von Wernberg (1370–1440), Vicedominus in Niederbayern, Tresorier in Hennegau, Holland und Zeeland
- Johann Heinrich Notthafft von Wernberg (1604–1665), Reichshofrat, Reichsgraf und Reichshofratsvicepräsident
- Kunigunde von Nothaft, Äbtissin im Kloster Himmelkron bis 1370